# Rüttenen
Rüttenen est une commune suisse du canton de Soleure, située dans le district de Lebern.

## Monument
(novembre 2009).
Si vous disposez d'ouvrages ou d'articles de référence ou si vous connaissez des sites web de qualité traitant du thème abordé ici, merci de compléter l'article en donnant les références utiles à sa vérifiabilité et en les liant à la section « Notes et références ».
Le château de Königshof fut acheté par Johan Ulrich von Surry en 1568. En 1732, il passe par mariage à la famille Gugger. Par la suite, Marguerite von Gugger épouse Johan Baptiste von Alterman (1764-1849). Leur fille convolera en justes noces avec le colonel Édouard von Tugginer (1787-1865). En 1951 le château est acheté par la ville de Soleure. Un important ensemble de meubles et d'objets d'art provenant du château, resté en mains privées, a été vendu, aux enchères le 30 mars 2007, à Paris, Hôtel Drouot, salle 2, par Maître Brissoneau et Maître Daguerre. Parmi les tableaux on mentionnera un tableau attribué au peintre suisse Albrecht Kauw (1621-1681) Allégorie de la Suisse, une paire de portraits de Jean-François-Gilles Colson et une Allégorie de l’accession de Napoléon Bonaparte à l'Empire de Georges Rouget (1783-1869), élève de Jacques-Louis David.